# Schwedische Badminton-Mannschaftsmeisterschaft 2018/19
Titelträger der Schwedischen Badminton-Mannschaftsmeisterschaft 2018/19 im Badminton und damit schwedischer Mannschaftsmeister wurde der Klub Halmstad BMK, der sich in den Play-offs durchsetzen konnte.

## Vorrunde
| Platz | Team                | Punkte | Spiele | G | U | V | Spielpunkte |   |    | Sätze |   |    | Bälle |   |      |
| ----- | ------------------- | ------ | ------ | - | - | - | ----------- | - | -- | ----- | - | -- | ----- | - | ---- |
| 1     | Halmstad BMK        | 16     | 6      | 6 | 0 | 0 | 25          | - | 12 | 81    | - | 50 | 1229  | - | 1108 |
| 2     | Påvelund ToB        | 13     | 6      | 5 | 0 | 1 | 26          | - | 11 | 90    | - | 44 | 1336  | - | 1086 |
| 3     | Fyrisfjädern        | 13     | 6      | 4 | 0 | 2 | 22          | - | 16 | 75    | - | 58 | 1261  | - | 1131 |
| 4     | Trollhättan BMK     | 8      | 6      | 3 | 0 | 3 | 18          | - | 18 | 66    | - | 68 | 1204  | - | 1230 |
| 5     | IFK Umeå            | 8      | 6      | 2 | 0 | 4 | 17          | - | 19 | 63    | - | 70 | 1167  | - | 1187 |
| 6     | Täby BMF            | 5      | 6      | 1 | 0 | 5 | 15          | - | 21 | 57    | - | 76 | 1171  | - | 1224 |
| 7     | Västra Frölunda BMK | 0      | 6      | 0 | 0 |   | 5           | - | 31 | 29    | - | 95 | 856   | - | 1258 |

## Play-offs

### Halbfinale
- Halmstad BMK – IFK Umeå: 3-3, 6-0
- Påvelund ToB – Fyrisfjädern: 4-2, 5-1

### Finale
- Halmstad BMK – Påvelund ToB: 4-3